# Gymnasium Meseritz
Das Gymnasium Meseritz war eine höhere Schule in Meseritz (jetzt Międzyrzecz) im Posener Land von 1833 bis 1945.

## Geschichte

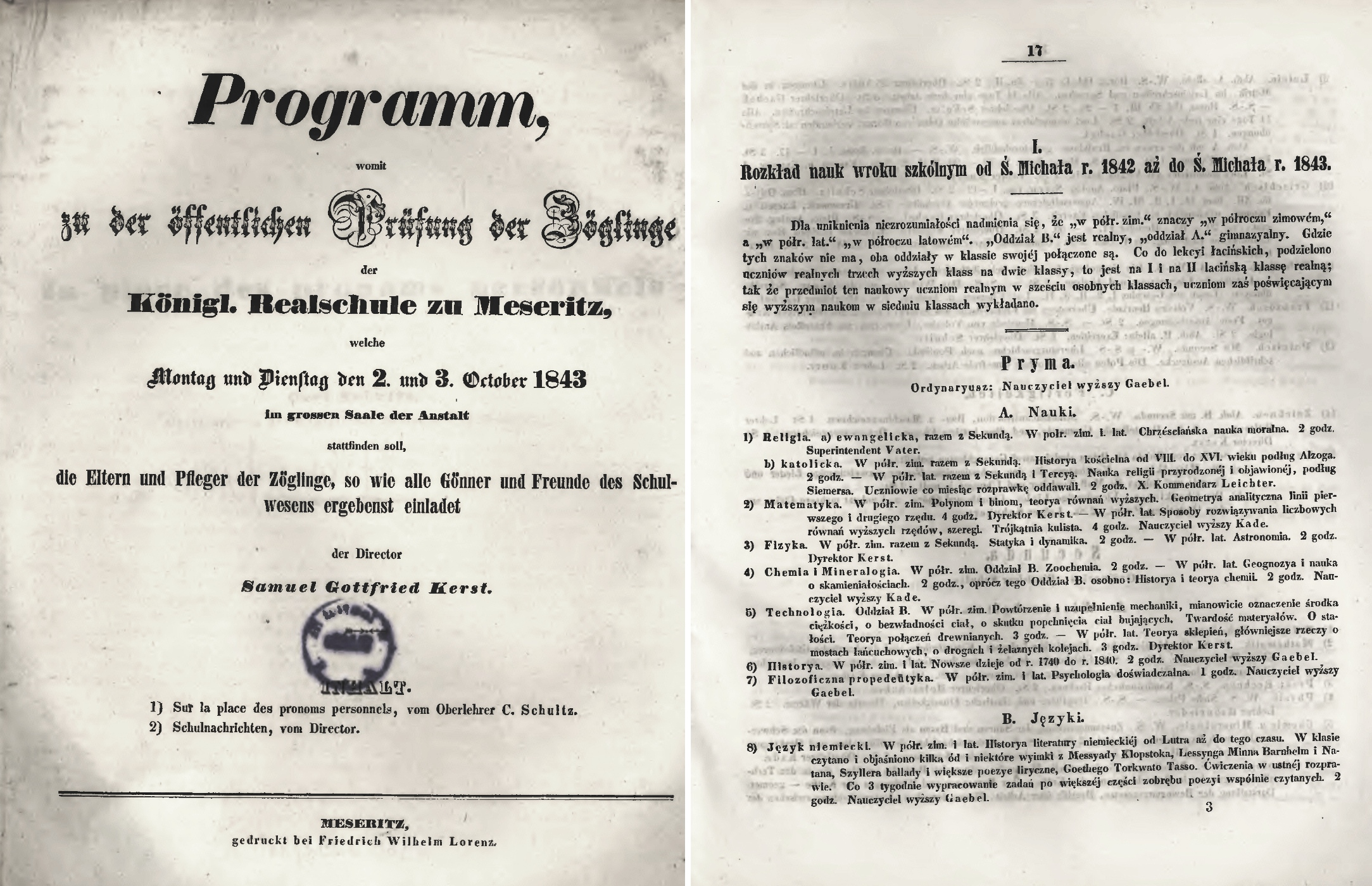
Programm zur öffentlichen Prüfung in der Königl. Realschule, 1843

Die Region um Meseritz kam 1793 vom Königreich Polen zum Königreich Preußen in die Provinz Südpreußen, (später Großherzogtum Posen, dann Provinz Posen). Der Anteil der deutschen Bevölkerung war hier verhältnismäßig hoch wegen der Nähe zur früheren preußisch-polnischen Grenze.
1833 wurde eine Realschule in Meseritz gegründet. Zu den Unterrichtsfächern gehörten 1837 Religion, Geschichte, Geographie, Naturkunde, Mathematik, Physik, Chemie, Latein, Griechisch, Deutsch, Polnisch, Französisch, sowie Zeichnen, Gesang, Schreiben und Leibesübungen.
1848 gehörten einige Lehrer der Schule zu den aktivsten Gegnern in der Stadt gegen den polnischen Aufstand in der Region.
1868 wurde die Schule in ein städtisches Gymnasium umgewandelt, das nach einigen Jahren Königliches Gymnasium zu Meseritz hieß.
Auch 1919 gehörten einige Lehrer zu den aktivsten Opponenten der polnischen Unabhängigkeitsbestrebungen in der Provinz Posen und setzten sich für den Erhalt des Gebietes um Meseritz im Deutschen Reich ein, wo es dann auch blieb.
1937 wurde die Schule in eine Oberschule für Jungen herabgestuft.
Anfang 1945 wurde sie geschlossen.
Danach wurde das Gebäude als eine polnische Schule genutzt, jetzt befindet sich dort das Liceum.